# Mônica Teixeira
Monica Teixeira (, ) é uma jornalista brasileira, com passagens pelas principais emissoras da televisão brasileira. Atualmente, Mônica é coordenadora do Núcleo de Divulgação Científica da Reitoria da Universidade de São Paulo.

## Biografia
Formada em jornalismo em 1984 e em Direito em 1995 pela USP, a jornalista  recebeu em 1988 uma bolsa de estudos da Reuters para estudar em Oxford, Inglaterra. Um pouco antes, já havia iniciado sua carreira como editora da revista “Doçura”, que era distribuída nos supermercados da rede Pão de Açúcar, entre 1980 e 1981. Na década de 90, funda a produtora Ver e Ouvir Comunicação, que produziu o Globo Ciência e o Domingo 10, da TV Bandeirantes.
A jornalista atuou também em rádio e foi repórter nos jornais O Estado de S. Paulo e Folha de S.Paulo. Na televisão, fez reportagens especiais para o Fantástico, na Rede Globo, de 1981 a 1984, além de criar o programa SBT Repórter, que dirigiu e apresentou por dois anos e que mereceu da Associação Paulista de Críticos de Arte (APCA), em 1995, o prêmio de “Melhor Programa de TV” daquele ano. Foi ainda ganhadora do "Prêmio Transtel" do Festival Prix Futura de Berlim, pelo documentário "Meninos Jesus", realizado para a Abril Vídeo–TV Gazeta, em 1985.
É também autora do livro “O Projeto Genoma Humano”, no qual escreve em uma linguagem acessível sobre as leis básicas da hereditariedade, a estrutura molecular do DNA e o genoma da espécie humana.
Lecionou na Faculdade de Comunicação Social Cásper Líbero e foi consultora da TV Cultura. Em 2009, torna-se coordenadora geral da Univesp TV, onde ficou até 2016. De março de 2012 a novembro de 2013, comandou na TV Cultura o programa de debates "Legião Estrangeira", no qual debatia temas internacionais com correspondentes estrangeiros sediados em SP.